# Lycaeides argus
Lycaeides argus är en fjärilsart som beskrevs av Denis och Ignaz Schiffermüller 1776. Lycaeides argus ingår i släktet Lycaeides och familjen juvelvingar. Inga underarter finns listade i Catalogue of Life.